# Johann Philipp Bach
Johann Philipp Bach (1752 - 1846) va ser un organista i pintor alemany.
Fill de Gottlieb Friedrich Bach, va néixer i morir a Meiningen. Va ser organista a la cort i pintor del gabinet ducal. Va deixar una mostra del seu art pictòric en un retrat de Carl Philipp Emanuel Bach, realitzat quan estava a Hamburg.
Amb la seva mort sense fills es va extingir la dinastia de la família Bach. Ell en va ser l'últim.